# Arichanna tetrica
Arichanna tetrica là một loài bướm đêm trong họ Geometridae.